# David Zucker
David Zucker (Milwaukee, Wisconsin, Estados Unidos; 16 de octubre de 1947) es un director, productor y guionista de cine estadounidense, reconocido por sus películas de comedia. Es hermano del también cineasta Jerry Zucker.

## Carrera
Comenzó en 1977 con The Kentucky Fried Movie, donde actuó y escribió con su hermano Jerry Zucker y Jim Abrahams.
En 1980 estrena junto con Jim Abrahams y Jerry Zucker Airplane!, una de sus comedias de mayor éxito y reconocida entre las 10 mejores comedias. La película parodia algunas cintas de desastres que protagoniza Robert Hays y Julie Hagerty junto a grandes actores dramáticos como son Leslie Nielsen, Lloyd Bridges o Robert Stack.
Tras el éxito de Airplane!, los ZAZ (Zucker, Abrahams, Zucker) vuelven a llamar a Leslie Nielsen para protagonizar la serie de televisión Police Squad!.
En 1984 realiza otra vez con Jim y su hermano Jerry la comedia Top Secret!, otro gran éxito que esta vez protagonizaba Val Kilmer.
En 1984 repite otra vez junto a su equipo habitual Ruthless People, con menos éxito pero reconocido también por la crítica.
Tras el fracaso de la serie Police Squad!, Leslie Nielsen llama a David Zucker para hacer una película del Teniente Frank Drebin. En 1988, el estreno de The Naked Gun es un gran éxito, pero a partir de ese momento los ZAZ se separan y no vuelven hacer una película juntos.
En años posteriores, dirige y escribe las dos secuelas de The Naked Gun que seguirán estando protagonizadas por Leslie Nielsen, Priscila Presley y George Kennedy.
En 1998 regresa para dirigir y escribir la comedia BASEketball junto a los creadores de South Park.
Tras años de ausencia en las pantallas produce el thriller Phone Booth y dirige la comedia My Boss's Daughter.
En el 2003 vuelve a reencontrarse con su actor fetiche, Leslie Nielsen, para dirigir Scary Movie 3, un conjunto de parodias de películas de terror.
En 2006 estrena Scary Movie 4, volviendo a reunirse 25 años después con su gran amigo Jim Abrahams.
En 2008, forma parte en la producción de la película Superhero Movie (parodia de Spiderman, entre otros) interpretada principalmente por su amigo y veterano actor Leslie Nielsen y el joven actor y cantante Drake Bell.
A fines del 2008 estrenó su nueva comedia, An American Carol, el 3 de octubre. Contó con la participación del incombustible Leslie Nielsen y otras estrellas como Kelsey Grammer y Dennis Hopper, y más tarde produjo la película The Onion Movie (La película de la cebolla), basada en la parte cómica del diario estadounidense The New York Times, la película vendría a ser algo así como la secuela de la primera película que hizo con el trío ZAZ, The Kentucky Fried Movie.

## Filmografía
| Año  | Film                                           | Director | Productor | Guionista | Role                        |
| ---- | ---------------------------------------------- | -------- | --------- | --------- | --------------------------- |
| 1977 | The Kentucky Fried Movie                       |          |           | Sí        | Hombre/Técnico #2/Grunwald  |
| 1980 | Airplane!                                      | Sí       |           | Sí        | Ground Crewman #2           |
| 1984 | Top Secret!                                    | Sí       |           | Sí        | German Soldier in Prop Room |
| 1986 | Ruthless People                                | Sí       |           |           |                             |
| 1988 | The Naked Gun: From the Files of Police Squad! | Sí       |           | Sí        |                             |
| 1991 | The Naked Gun 2½: The Smell of Fear            | Sí       |           | Sí        | Davy Crockett               |
| 1993 | For Goodness Sake                              | Sí       |           |           |                             |
| 1994 | Naked Gun 33⅓: The Final Insult                |          | Sí        | Sí        | El tipo del teleprompter    |
| 1995 | Your Studio and You                            |          |           |           | Él mismo                    |
| 1996 | High School High                               |          | Sí        | Sí        |                             |
| 1998 | BASEketball                                    | Sí       | Sí        | Sí        | Man with Shooting Hot Dog   |
| 2002 | Phone Booth                                    |          | Sí        |           |                             |
| 2003 | My Boss's Daughter                             | Sí       |           |           |                             |
| 2003 | Scary Movie 3                                  | Sí       | Sí        |           |                             |
| 2006 | Scary Movie 4                                  | Sí       |           | Sí        | Zoltar (voz)                |
| 2008 | The Onion Movie                                |          | Sí        |           |                             |
| 2008 | Superhero Movie                                |          | Sí        |           |                             |
| 2008 | An American Carol                              | Sí       | Sí        | Sí        |                             |
| 2013 | Scary Movie 5                                  |          | Sí        | Sí        | Packer Fan                  |

## Vida personal
Está casado desde 1998 con su esposa Danielle Zucker y tienen un hijo llamado Charles. El 5 de septiembre de 2007 fallece su madre Charlotte Zucker, conocida por sus breves apariciones en las películas dirigidas por David y por su hermano Jerry Zucker. Falleció a los 86 años a causa de un avanzado cáncer detectado dos semanas antes del fatal desenlace.